# Esquirol llistat de Bocage
L'esquirol llistat de Bocage (Funisciurus bayonii) és una espècie de rosegador de la família dels esciúrids. Viu a Angola i la República Democràtica del Congo. Es creu, però encara no s'ha confirmat, que el seu hàbitat natural són les sabanes humides. Es desconeix si hi ha cap amenaça significativa per a la supervivència d'aquesta espècie.
Aquest tàxon fou anomenat en honor del metge i naturalista italobritànic Enrico Bayon.